# マレット (髪型)
マレット（mullet）とは、髪型のひとつ。前髪など全体的にはショートヘアだが、襟足部分の髪だけを長く伸ばしたもの。側頭部は刈り上げにすることが多い。

## 由来
オックスフォード英語辞典によると、この髪型を指していう「マレット」(mullet）は「アメリカのヒップホップグループ、ビースティー・ボーイズがおそらく造った言葉で、世に広めたのは間違いなく彼らである」。ビースティーボーイズは1994年に自分たちの『Mullet Head』という曲のなかで「マレット」や「マレットヘッド」を形容辞として使っている。それまで「マレットヘッド」〔直訳すればボラのおつむ〕という言葉は知性に乏しい人を指していう言葉で、映画『暴力脱獄』に登場する悪漢も「マレットヘッド」と呼ばれている。

## 流れ

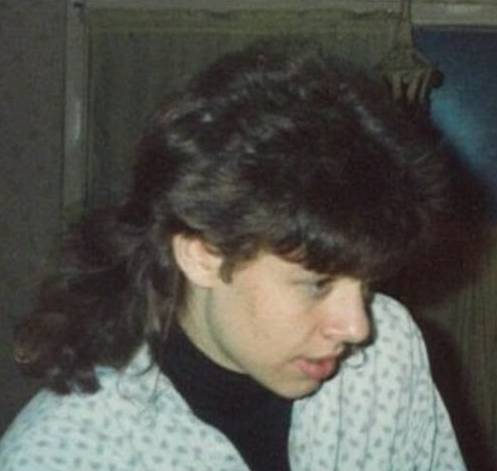
マレット

もともと欧米では1970年代に流行が始まり、1980年代に大流行を見た。
1970年代初頭、襟足だけを伸ばした髪形だったデビッド・ボウイが人気歌手となり、グラム・ロックの流行とともにこの髪型も流行し始めた。
1970年代末以来マレットは一般にも大流行し、1980年代に人気が爆発した。歌手のマイケル・ボルトンやバンドデュラン・デュランのメンバー、80年代の人気ドラマ『冒険野郎マクガイバー』の主人公アンガス・マクガイバー、80年代に全盛期を迎え今でも続く長寿ソープオペラ『ジェネラル・ホスピタル』の俳優たちなどがこの髪型の例である。マレットは、スパイクヘア（spiked hair、ヤマアラシのように髪をツンツンに立てた髪型）やブロンドハイライト（blonde highlights、髪の部分部分を金色の明るい線状に染める髪型）同様、1980年代の狂った流行のひとつに数えられる。
1994年、アメリカのヒップホップグループ、ビースティー・ボーイズはアルバム『イル・コミュニケーションズ』に収録された『Mullet Head』という曲でこの髪型をネタにし、翌年自分たちが発行していた雑誌「グランドロイヤル（Grand Royal）」で「世界最悪の髪型」・マレットに関する大特集を組み、マレットの歴史やマレットの有名人の写真などを数多く掲載した。ビースティー・ボーイズのファンをはじめ多くの若者の反響があったこの雑誌でのマレット特集以降、
マレットはダサい髪型の典型として若者文化のネタの一つとなるに至った。
一方、今でもマレットにする人は数多い。中欧、東欧では今でもマレットにする若者が多くいると言われるほか、アメリカでもブルーカラー層のほか、カントリーミュージック・ハードロック・アメリカンフットボールのファン、アイスホッケーの選手やファンにはマレットが多い。またレズビアンの中にもマレットにする者がいる。その他、サッカー選手やオージーフットボール選手など、各国のプロスポーツ選手にはマレットの人が多くいる。
日本でも1980年代に玉置浩二や松崎淳美らがこの髪型であったが、2021年現在でも尾崎将司（プロゴルファー）、天山広吉（プロレスラー）などの有名人が知られる。